# Оругеро папуанський
Оруге́ро папуанський (Lalage atrovirens) — вид горобцеподібних птахів родини личинкоїдових (Campephagidae). Мешкає на Новій Гвінеї. Lalage moesta і Lalage leucoptera раніше вважалися підвидом папуанського оругеро.

## Поширення і екологія
Папуанські оругеро мешкають на півночі Нової Гвінеї та на островах провінції Західне Папуа. Вони живуть в тропічних лісах, чагарникових і мангрових заростях та садах.